# PowerUp Heroes
PowerUp Heroes est un jeu vidéo édité par Ubisoft et développé par Ubisoft Québec sorti sur Xbox 360.
Il est sorti en Europe le 6 octobre 2011 et en Amérique du Nord le 18 octobre 2011 en version boîte et en téléchargement sur le Xbox Live Arcade.

## Système de jeu
Dans le mode Solo, le joueur incarne son avatar Xbox Live et doit se battre pour contrer les plans du machiavélique Malignance et ses sbires. On doit choisir l'adversaire que l'on va devoir affronter. À chaque victoire, le joueur récupère la combinaison de l'ennemi vaincu. Ces tenues permettent au joueur d'avoir différents coups spéciaux et donc de varier les duels. On peut également améliorer les tenues à chaque niveau.
Le système des combats consiste tout d'abord à sélectionner 2 combinaisons (à débloquer) pour acquérir leurs pouvoirs et l'on peut aussi améliorer ces différentes tenues en gagnant des niveaux au cours de notre avancée dans le jeu. Pour combattre, il suffit d'envoyer des coups à son adversaire et de parer ou d'esquiver ses attaques. On réalise divers mouvements (bras écartés, un seul bras levé, les deux bras pliés et levés...) pour pouvoir frapper son adversaire ainsi que d'enchaîner des coups. On peut changer de tenue en levant le bras droit, cela nous permet d'attendre que les coups spéciaux d'une tenue soit rechargés. Il existe aussi des combos au corps à corps qui permettent d'enchaîner jusqu'à cinq coups de pied et coups de poing.
Tous les combats se déroulent en deux ou trois manches.

## Modes de jeu
Il existe différents modes de jeu :
- Le mode Solo
- Le mode Versus en écran splitté où l'on se bat contre un ami.
- Le mode Tournoi qui permet à 4 joueurs de s'affronter tour à tour pour désigner le vainqueur.
- Le mode Multi en Ligne où l'on peut se battre contre une personne sur le Xbox Live.

## Critiques
PowerUp Heroes reçut un accueil correct par la presse spécialisée. Il est caractérisé comme un bon jeu utilisant Kinect grâce à une bonne reconnaissance des mouvements lors du jeu.